# 개인주의적 아나키즘
개인주의적 아나키즘(個人主義的無政府主義, 영어: individualist anarchism)은 국가를 최소화시키는 여러 혁명 행위, 단합 행위에서도 개체 간의 자유로움의 존재 또는 그들의 투쟁 목표가 또 다른 국가, 권력의 탄생이 아닌 진정한 자유로움의 탄생이어야 한다는 것을 보장해야 한다는 아나키즘이다. 주류 아나키즘인 사회적 아나키즘도 다른 좌익, 우익 사상에 비해, 개인주의를 크게 내포하는 것은 사실이지만, 개인주의적 아나키즘은 그보다 더 많은 개인주의를 강조한다.
- 아나르코자본주의(資本主義的無政府主義, 영어: capitalist anarchism)은 재산의 사적 소유 및 시장 경제에서의 자유로움을 주장하는 아나키즘의 분파 사상이다. 자본주의적 아나키스트들은 주요 국영화 산업을 민영화해야 한다고 주장한다. 그러나 주류 아나키스트들은 기본적으로 아나코 캐피탈리즘을 아나키즘으로 인정하지 않는다. 그들에 따르면 개인주의 아나키스트들과 상호주의 아니키스트들이 선호하는[1] 자기가 직접 사용하고 소비하는 점유(possession) 기반의 시장경제와는 달리[2] 다른 사람을 향해 확대되는 '자본주의적 재산(property)'제도에서는, 사장과 직원의 위계관계, 상사와 부하 직원의 위계관계, 집주인과 세입자간의 위계관계 등 소유자와 사용자 간의 차이에서 부자유롭고 지배적인 관계를 형성한다고 주장한다.[3][4][5][6][7][8][9]

- 이기주의적 아나키즘(利己主義的無政府主義, 독일어: egoist Anarchismus)은 슈티르너가 발전시킨 아나키즘의 분파 사상이며, 자유란 세상에 대칭 하여 자신의 자유로움을 마음껏 발산할 때 비로소 진정한 자유로움을 얻을 수 있다고 주장하는 허무주의(虛無主義)와 관련되기도 하는 아나키즘 사상이다.
- 상호주의적 아나키즘은 프루동이 처음으로 주장한, 생산수단과 다른 재산의[10] 상호주의적 소유를 바탕으로 한 좌파 시장 아나키즘 중 하나이다.